# تپه نقاره لی یال
تپه نقاره لی یال مربوط به سده‌های میانه دوران‌های تاریخی پس از اسلام است و در شهرستان خرم بید، بخش مرکزی، دهستان خرمی، ۴ کیلومتری غرب امامزاده شهداء، جنوب مزرعه آقای اصغراکبری واقع شده و این اثر در تاریخ ۲۶ اسفند ۱۳۸۶ با شمارهٔ ثبت ۲۱۸۴۸ به‌عنوان یکی از آثار ملی ایران به ثبت رسیده است.